# Cucufa de Barcelone
Pour les articles homonymes, voir Saint Cucufa.
Cucufa de Barcelone, écrit aussi Cucupha, Cucufat ou Cucuphat (en catalan : sant Cugat), est un saint chrétien, originaire de la région de Carthage, marchand, diacre, évangélisateur  et martyr en Catalogne, au début du IVe siècle. Il est commémoré le 25 juillet par l'Église catholique. 

## Étymologie
Cucufa signifie : "huppe" 
- en copte : cacupat ou cucufat,
- en grec : kukupha,
- en latin : upupa.

Son nom pourrait aussi avoir une origine phénicienne signifiant : « qui admet la plaisanterie, qui plaisante ».  

## Historique
La première référence écrite du martyre de saint Cucufa est du poète Prudence dans son Livre des couronnes ou Peristephanon : « Barcelone se reposera avec confiance sur son illustre Cucufa ».
Il est également mentionné dans le Martyrologe hiéronymien ; le livre de prières de Vérone ou Sacramentarium Leonianum (VIe siècle) ; dans une hymne intitulée Barcino laeto Cucufate vernans (VIIe siècle), enregistrée dans des manuscrits de Tolède et de Silos (Xe-XIe siècles), qui a été attribué à l'évêque de Barcelone Quiricus ; le Liber Sacramentorum (Tolède, IXe siècle, messe mozarabe dédiée à Cucufa) ; le Martyrologe d'Adon ; le Martyrologe d'Usuard (IXe siècle) ; et le Martyrologe de Saint Pierre de Cardeña (Xe siècle, copie présumée d'un manuscrit du VIIe siècle).
Cucufa est né au sein d'une noble famille chrétienne à Scillium (en) dans la province romaine d'Afrique (Africa Proconsularis). Compagnon de saint Félix, qu'il rencontra à Carthage lors de ses études, il devint diacre comme lui, disposés tous deux à servir l'Église du Christ dans cette ville  où régnait une grande vitalité chrétienne. 
Du diaconat, ils passèrent à l'évangélisation dans la région de Barcelone. Les études contemporaines, ainsi que les preuves archéologiques, révèlent qu'il y avait une relation étroite entre l'Église hispanique et l'Église nord-africaine, notamment celle du diocèse de Carthage au IIIe et IVe siècles. En Catalogne, des communautés étaient déjà bien organisées, comme à Tarragone. Tout en travaillant comme marchand, Cucufa prit une place de plus en plus importante au sein de celle de Barcelone, prêchant la foi, baptisant des convertis et soutenant la communauté. Selon les récits chrétiens de sa vie, il était généreux envers les pauvres et même faiseur de miracles. 
Tandis que Félix partit vers le nord où il s'établit à Gérone, Cucufa resta dans la capitale catalane et ses environs. C'est à Sant Cugat del Vallès qu'il subit la répression anti-chrétienne décidée par l'empereur Dioclétien. Après avoir surmonté les sévices endurés plus ou moins cruels, divinement soutenu, il a fini par être décapité, et mourut sans doute en 304.

## Notoriété

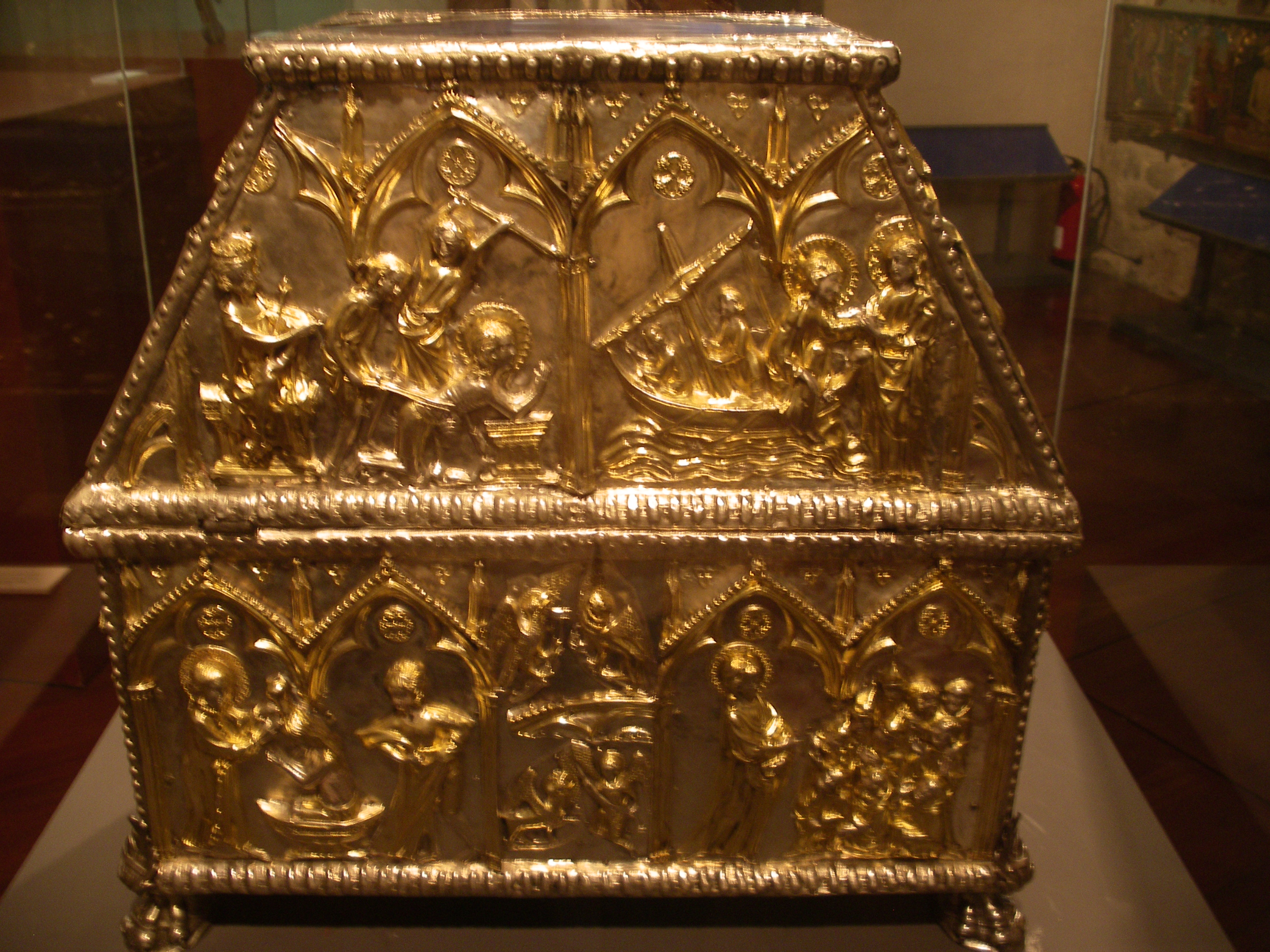
Coffret-reliquaire ayant contenu les reliques de saint Cucufa jusqu'en 1835, musée diocésain de Barcelone.

Selon la tradition, le corps de saint Cucufa a été récupéré par deux sœurs chrétiennes de Mataró (à l’époque Iluro) Juliana et Semproniana (ca), qui l’ont enterré. Dénoncées à leur tour, elles connaitront également le martyre au même endroit. Leur fête est localement célébrée le 27 juillet, le même jour que celle de Cucufa. Leur reliques ont été vénérées avec les siennes dans une église qui fut élevée sur place en leur honneur, et qui va devenir le monastère bénédictin de Sant Cugat del Vallès. À partir du XIVe siècle, le monastère va conserver les restes de Cucufa dans un coffret-reliquaire dont les reliefs relatent les épisodes de sa vie, selon la tradition mozarabe. Il se trouve désormais au musée diocésain de Barcelone (ca), après s'être trouvé à l'église Sant Cugat del Rec (ca) à la fermeture du monastère en 1835. 
Au VIIIe siècle, des reliques furent données à Charlemagne pour faciliter la libération du wali de Barcelone Sulayman ben Yaqzan ibn al-Arabi, ou que les Espagnols voulaient mettre à l'abri des Musulmans. L'empereur les confia à l'abbé Fulrad. Celui-ci déposa la tête à l'abbaye royale dédié à saint Denis, et le reste dans l'église du prieuré de Lièpvre en Alsace qu'il avait fondé. Une partie de ces reliques fut transportée à son tour par l’abbé Hilduin pour Saint-Denis, et lors de la construction de l'immense basilique gothique, elles furent déposées dans une chapelle qui porte toujours son nom.  
À la fin du XIIe siècle, des bénédictins construisirent une autre chapelle dans la forêt de Malmaison dédiée au martyr de la Catalogne. Aujourd’hui disparue, il reste un bois et un étang qui portent son nom. 
D’autres lieux de culte en Europe ont revendiqué avoir des reliques de Cucufa et ce dès le Moyen Âge, principalement le monastère bénédictin de l’île de Reichenau sur le lac de Constance en Allemagne, la cathédrale de Braga au Portugal, et celle d’Oviedo en Espagne. Aujourd’hui, la majorité de ses reliques se trouve dans la crypte de la basilique Sainte-Marie-de-la-Mer de Barcelone, avec à ses côtés la tombe de Pierre de Coimbra.

## Célébration
Sa fête est le 25 juillet. Dans certaines régions, principalement en Espagne, il est plutôt célébré le 27 du mois, le 25 étant le jour de  l'importante fête de saint Jacques, patron de l'Espagne, et pour la faire coïncider avec le martyr des saintes Juliana et Semproniana.